# Калмановы
Калма́новы (осет. Калмантæ) — осетинская фамилия.

## Происхождение
По рассказам старейшин фамилии, Калмановы являются выходцами из Куртатинского ущелья. Первоначально они проживали они в горном селении Кадат. Но в середине XVIII века в поисках лучшей жизни Дзыбат Калманов вместе с семьёй перебрался в Трусовское ущелье и обосновался в с. Реш.
Во времена переселений на равнину часть Калмановых выбрала местом жительства селение Ольгинское, которое тогда только образовывалось. В данном селе эта фамилия значится в числе первопоселенцев. Другая же часть осела в сёлах Чермен и Октябрьское, а также в городах Ардон и Владикавказ.

## Генеалогия
Родственной фамилией (осет. æрвадæлтæ) для Калмановых являются Мильдзиховы.

## Известные носители
Искусство
- Алан Батрович Калманов (р. 1964) — российский живописец и скульптор, народный художник РСО-Алания.
- Батр Николаевич Калманов (1920—1981) — советский живописец, заслуженный художник СОАССР, лауреат премии им. Коста Хетагурова.
- Земфира Михайловна Калманова — заслуженная артистка Северной Осетии, композитор.

Спорт
- Аслан Хазбиевич Калманов (р. 1994) — российский футболист, защитник.
- Сослан Хазбиевич Калманов (р. 1994) — российский футболист, защитник.